# Кроче (Салерно)
Кроче је насеље у Италији у округу Салерно, региону Кампанија.
Према процени из 2011. у насељу је живело 57 становника. Насеље се налази на надморској висини од 422 м.